# 劉立群
劉立群（1952年8月18日—2004年4月6日），中華民國政治人物，福建連江縣人。馬祖初中畢業後，因補貼家計而中斷學業3年，後考上馬祖高中，再保送屏東農專 。曾任連江縣農業改良場場長、連江縣政府建設科長、主任秘書等職。1997年中華民國縣市長選舉中代表中國國民黨參選連江縣縣長並以61.00%得票率當選，為連江縣第41任縣長及第二任民選縣長；但在2001年中華民國縣市長選舉負於親民黨籍陳雪生，連任失利。卸任後，劉立群移居臺灣；其後獲聘為福建省政府專任委員。
2004年4月6日，因肝癌病逝臺灣臺大醫院，享年52歲。2004年12月30日，時任總統府秘書長蘇貞昌代表陳水扁總統抵達馬祖頒贈連江縣故前縣長劉立群的褒揚令，由劉立群夫人劉宛諭代表接受。

## 選舉紀錄
| 年度 | 選舉屆數             | 選舉區 | 所屬政黨   | 得票數 | 得票率 | 當選標記 | 備註 |
| ---- | -------------------- | ------ | ---------- | ------ | ------ | -------- | ---- |
| 1997 | 第二屆連江縣縣長選舉 | 連江縣 | 中國國民黨 | 2,246  | 61.00% |          |      |
| 2001 | 第三屆連江縣縣長選舉 | 連江縣 | 中國國民黨 | 2,019  | 44.20% |          |      |